# Harewood House
Pour les articles homonymes, voir Harewood.
Harewood House est un domaine situé près du village de Harewood dans le Yorkshire de l'Ouest en Angleterre. Il est membre des « Treasure Houses of England (en) ». Le bâtiment en lui-même est un monument classé Grade I. De nombreuses autres parties du domaine sont classés Grade II et II*.

## Histoire
Cette  country house a été construite de 1751 à 1772 par la famille Lascelles qui a acheté le domaine après avoir fait fortune dans les Caraïbes en tant que douanier, par la traite d'esclaves et en prêtant de l'argent aux planteurs blancs. 
La maison a été dessinée par les architectes John Carr (en) et Robert Adam. De nombreux meubles présents dans la maison ont été créés par Thomas Chippendale au XVIIIe siècle. Les jardins furent dessinés par le paysagiste Lancelot Capability Brown. Sir Charles Barry y ajouta une grande terrasse aménagée en jardin à la française en 1844. 
Harewood House a été un hôpital de convalescence pendant la première et la Seconde Guerre mondiale.